# アンティークFUGA
『アンティークFUGA』は、YA!フロンティア（岩崎書店）から刊行されているSFファンタジー。著者はあんびるやすこ、挿絵はイラストレーターの十々夜。全6巻＋番外編。角川文庫（角川書店）より3巻まで文庫化されている。角川文庫版の表紙イラストは升ノ内朝子。

## 概要
両親が行方不明の少年、一条風雅はある日父親にもらったコルノから木霊シャナイアを呼び出してしまう。シャナイアと「両親が帰ってくるまで」という条件で兄弟になる契約をした風雅は、小さな骨董店を営みながら、後にユイマールとも契約し、3人で両親を捜していく。

## 登場人物
一条風雅（いちじょう ふうが）
主人公。小さな骨董店アンティークFUGAを経営する中学1年生。つくも神と会話することが出来る。正義感が強い少年。

一条紗那（いちじょう しゃな）
本名は「わが道を行くもの」という意味のシャナイア。古代樹セコイア杉の木霊。好物はカップ麺。
本当は褐色の肌に長い銀色の髪をしているが、一条紗那の時は灰色の短い髪になっている（肌は褐色のまま）。
風雅からは「紗那兄さん」と呼ばれている。

一条唯（いちじょう ゆい）
本名は「たすけあい」を意味するユイマール。古代樹屋久杉の木霊。料理が上手い。

一条倫土（いちじょう ろんど）
風雅の父親。現在行方不明。

一条百合子（いちじょう ゆりこ）
風雅の母親。現在行方不明。

メグミ
風雅の従姉妹で中学三年生。気が強い。紗那のことが好き。

おばさん
メグミの母親。

大山千明（おおやま ちあき）

達也（たつや）

千明の祖父

大山千影（おおやま ちかげ）

大山千代信（おおやま ちよのぶ）

神楽紅蓮丸（かぐら ぐれんまる）

神楽和秀（かぐら かずひで）

津田涼子（つだ りょうこ）
津田美術館の学芸員。ロンドンで、ポップアート専門のギャラリーに勤務していた帰国子女。

柴山晴香（しばやま はるか）
津田美術館の主任学芸員。津田の先輩。骨董を心から愛する女性。

## 既刊一覧
YA!フロンティア（岩崎書店）
アンティークFUGA1 我が名はシャナイア（2007年7月、ISBN 978-4265072064）
アンティークFUGA2 双魂の精霊（2008年4月、ISBN 978-4265072118）
アンティークFUGA3 キマイラの王（2008年10月、ISBN 978-4265072149）
アンティークFUGA4 宝探しは眠りの森で（2009年3月20日、ISBN 978-4265072200）
アンティークFUGA5 バビロニアの紅き瞳（2009年12月、ISBN 978-4265072224）
アンティークFUGA6 永遠なる者たち（2010年6月29日、ISBN 978-4265072279）
アンティークFUGA 番外編 澳門骨董譚（2012年3月29日、ISBN 978-4265072309）
角川文庫（角川書店→KADOKAWA/角川書店）
アンティークFUGA1（2013年7月25日、ISBN 978-4041009031）
アンティークFUGA2（2013年9月25日、ISBN 978-4041010051）
アンティークFUGA3（2014年2月25日、ISBN 978-4041012147）
シルフコミックス（KADOKAWA/アスキー・メディアワークス）
アンティークFUGA（2014年1月22日、ISBN 978-4048661898）※漫画化作品。漫画版の作画は村崎翠。